# Livre de Baruch
Pour les articles homonymes, voir Baruch.
Le Livre de Baruch est le nom d'un livre deutérocanonique ou apocryphe de la Bible, attribué à Baruch ben Neria.

## Présentation
Bien qu'absent de la Bible hébraïque, on le retrouve en grec dans la Septante et dans la version de Théodotion, ainsi que dans la Vulgate latine. Il est alors placé parmi d'autres livres prophétiques, avec Isaïe, Jérémie, Daniel, Ézéchiel, le livre des Lamentations et les douze Petits prophètes. Les spécialistes suggèrent qu'il fut écrit peu de temps après la période des Maccabées. Dans la Vulgate, la Bible du roi Jacques, ainsi que dans de nombreuses autres versions, l'épître de Jérémie est présentée en annexe du livre de Baruch, en tant que sixième chapitre.
Il comporte des prophéties, publiées à Babylone, dans lesquelles on trouve une éloquence qui enthousiasmait La Fontaine. Les juifs et les protestants ne reconnaissent pas sa canonicité.